# Cojoba arborea

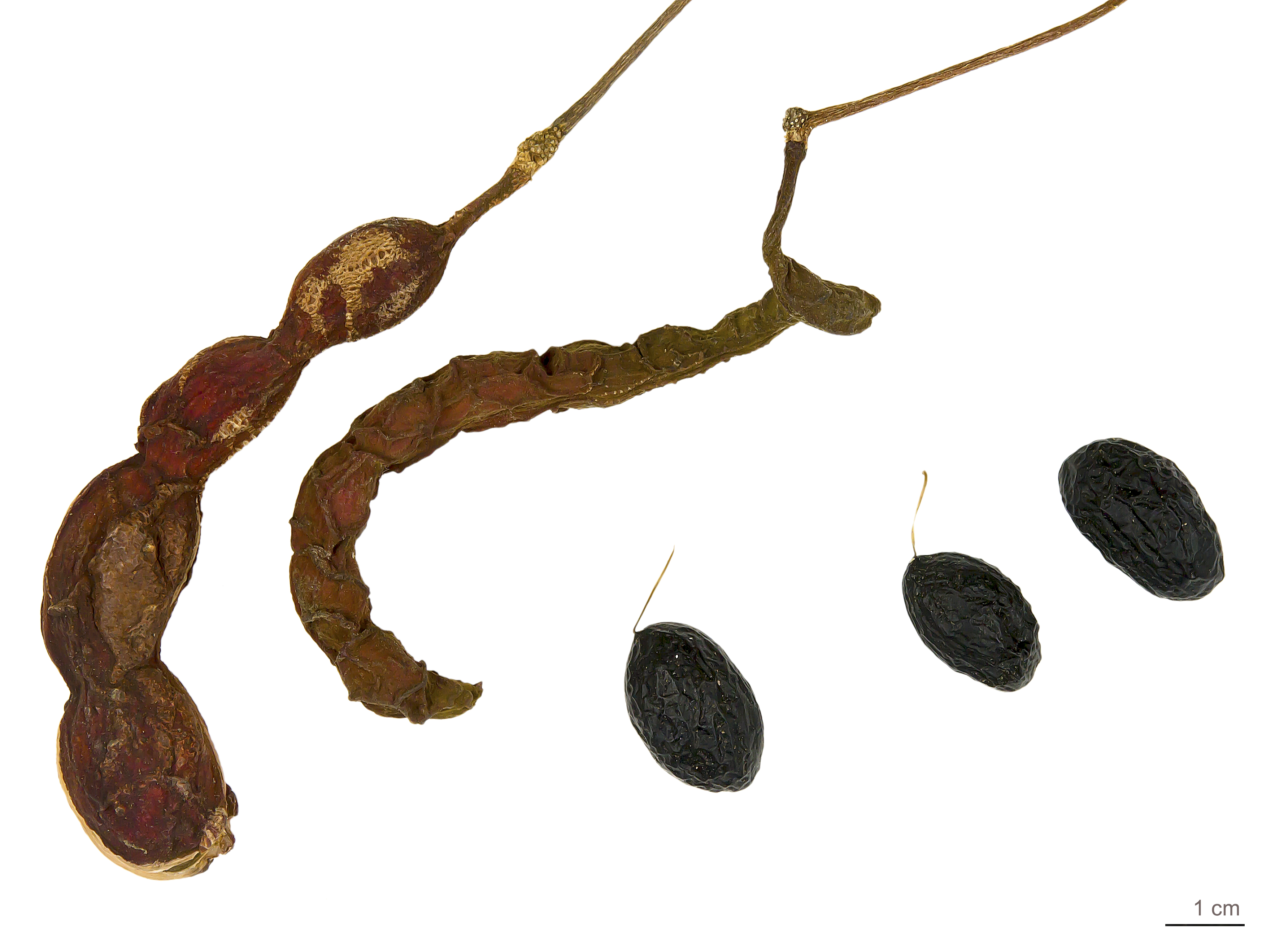
Cojoba arborea

Cojoba arborea là một loài thực vật có hoa trong họ Đậu. Loài này được (L.) Britton & Rose miêu tả khoa học đầu tiên.